# كازويا موراتا (لاعب كرة قاعدة)
كازويا موراتا (باليابانية: 村田和哉؛ بالكانا: むらた かずや) هو لاعب كرة قاعدة ياباني، ولد في 23 يوليو 1985 في ناغاره ياما في اليابان.

## وصلات خارجية
- كازويا موراتا على موقع الدوري الياباني لكرة القاعدة (الإنجليزية)
- كازويا موراتا على موقعبيزبول رفرنس.كوم (الدوري الثانوي) (الإنجليزية)